# Marc Bisaillon
Pour les articles homonymes, voir Bisaillon.
Marc Bisaillon est un réalisateur et un scénariste québécois.
Il est surtout connu pour son film de 2018, L'Amour, pour lequel il a été mis en nomination pour le meilleur scénario original au 7e Prix Écrans canadiens en 2019.
Il avait auparavant dirigé les films S.P.C.E., La Lâcheté et La Vérité, et écrit le scénario du film Les Immortels de Paul Thinel.
Il est également musicien avec le groupe Léopold Z.